# Emma Green
Emma Green (Gotemburgo, Suecia, 8 de diciembre de 1984) es una atleta sueca especialista en salto de altura que fue medalla de bronce en los Campeonatos del Mundo de Helsinki 2005.
En 2003, con 18 años ganó la medalla de bronce en los Campeonatos de Europa en categoría junior celebrados en Tampere, Finlandia.
En marzo de 2005 participó en los Campeonatos de Europa indoor de Madrid, donde fue octava.
Se dio a conocer el verano de 2005 cuando de forma sorprendente ganó la medalla de bronce en los Campeonatos del Mundo celebrados en Helsinki, Finlandia, en una prueba ganada por su compatriota Kajsa Bergqvist. En Helsinki Emma batió su marca personal, con 1,96.
Poco después, el 20 de agosto, en los Campeonatos de Suecia celebrados en Helsingborg volvió a mejorar su marca, con 1,97, que fue la novena del mundo ese año.
Está entrenada por Yannick Tregaro, que es además su compañero sentimental, y que entrena también a la campeona del mundo Kajsa Bergqvist. Kajsa y Emma son grandes amigas y entrenan juntas.
En ocasiones también participa en pruebas de salto de longitud (su mejor marca es 6,41)
En los Campeonatos de Europa de Gotemburgo 2006 ocupó el puesto 11.º con un salto de 1,92 metros. 
En los Campeonatos de Europa de Barcelona 2010 ocupó la segunda posición con 2,01 m.

## Progresión
| Año  | Marca |
| ---- | ----- |
| 2005 | 1,97  |
| 2004 | 1,90  |
| 2003 | 1,86  |
| 2002 | 1,82  |
| 2001 | 1,82  |
| 2000 | 1,73  |
| 1999 | 1,71  |